# 叉毛锯蕨
叉毛锯蕨（学名：Micropolypodium cornigera）为禾叶蕨科锯蕨属下的一个种。